# رو ۴ تریپلین
رو ۴ تریپلین (به انگلیسی: Roe IV Triplane) یک هواپیمای ساختِ کارخانهٔ آورو در کشور بریتانیا است. این هواپیما در ۱۹۱۰ میلادی نخستین پرواز خود را انجام داد.